# André Ranzani
 André Aparecido Ranzani, mais conhecido apenas como André (Loanda, 16 de dezembro de 1962), é um ex-futebolista brasileiro que atuava como lateral direito.

## Carreira

### Início
André nasceu em Loanda, no interior do estado do Paraná, e aos sete anos de idade foi morar em Naviraí, onde passou a infância e parte de sua adolescência no estado do Mato Grosso do Sul. Aos 16 anos retornou para o Paraná e decidiu fazer testes no Coritiba em 1979, onde foi aprovado nas categorias de base e atuou até o ano de 1980, sendo bicampeão estadual.

### Coritiba
Em 1980, aos 17 anos, foi emprestado ao Operário de Mafra, de Santa Catarina, para ganhar experiência e ser profissionalizado. Ao retornar para o Coritiba foi integrado a equipe profissional. Sua posição de origem era volante e chamava a atenção pela sua força, coragem e determinação com que participava das jogadas. Sua estreia na equipe principal do Coritiba ocorreu em fevereiro de 1981, em um jogo contra o Campo Grande, do Rio de Janeiro, com vitória do Coritiba pelo placar de 1–0. O jovem e inexperiente André, de apenas 18 anos, apesar de demonstrar muita disposição, acabaria sendo expulso de campo.

A partir de 1981, André iniciou uma trajetória brilhante atuando no Coritiba. Foi deslocado para a lateral-direita, permanecendo como titular onde eternizou a camisa de número 2 como o homem forte na marcação. Foi um dos principais atletas na conquista inédita do Campeonato Brasileiro de 1985. Atuou em 26 jogos dos 29 jogos do Coritiba, até a final contra o Bangu no estádio do Maracanã.
"Se nós tínhamos vencido o Flamengo, com Adílio, Andrade e Bebeto, era possível vencer o Bangu."
O lateral atuou na Copa Libertadores da América de 1986 pelo Coritiba, sendo também campeão estadual de 1986. Foi o jogador que mais vestiu a camisa do Coxa na década de 80, além de ser considerado por profissionais do esporte e pelos torcedores do Coritiba como o atleta mais valente, incansável e com grande raça que vestiu a camisa do Coritiba. Após essas conquistas, André sofreu sérias lesões em seu joelho e passou por várias cirurgias, ficando afastado dos gramados durante parte da sua carreira. Mesmo assim jogou até o início da década de 90, encerrando sua participação no Coritiba no dia 29 de agosto de 1990, numa partida contra o Criciúma.

### Outras equipes
André ainda teve passagens por clubes como Juventus, Tubarão, Avaí, Portuguesa Santista, Operário Ferroviário e Iraty.

## Títulos
Coritiba
- Campeonato Brasileiro: 1985
- Campeonato Paranaense: 1986

### Outras conquistas
- Torneio Maurício Fruet: 1985[carece de fontes?]
- Taça Akwaba: 1983
- Campeonato Paranaense Júnior: 1980
- Campeonato Paranaense Juvenil: 1979

### Campanha de destaque
Portuguesa Santista
- Campeonato Paulista - Série A3: 1994[nota 1]

## Vida pessoal
Quando encerrou sua carreira futebolística, André foi trabalhar no Paraná Esporte, que hoje é o atual Instituto Paranaense de Ciência do Esporte, onde permaneceu por oito anos, até o ano de 2002. Foi preparador físico das equipes do Malutrom de 2003 a 2005. Em 2005 assumiu a função de coordenador de esportes do município de Colombo, onde permaneceu até o ano de 2007.
Casado com Mila Loss teve dois filhos, Filipe e Gabriela. André Ranzani possui uma neta de sua filha de nome Isabella e um neto de seu filho chamado André. Formado em educação física, atualmente mora na cidade de Colombo, na região metropolitana de Curitiba, no estado do Paraná. 